# Пірсон (Джорджія)
Пірсон (англ. Pearson) — місто (англ. city) в США, в окрузі Аткінсон штату Джорджія. Населення — 1821 особа (2020).

## Географія
Пірсон розташований за координатами 31°17′50″ пн. ш. 82°51′14″ зх. д. / 31.29722° пн. ш. 82.85389° зх. д. (31.297210, -82.853957).  За даними Бюро перепису населення США в 2010 році місто мало площу 8,71 км², з яких 8,68 км² — суходіл та 0,02 км² — водойми.

## Демографія
Згідно з переписом 2010 року, у місті мешкало 2117 осіб у 732 домогосподарствах у складі 491 родини. Густота населення становила 243 особи/км².  Було 837 помешкань (96/км²).
Расовий склад населення:
| - 39,0 % — білих - 31,7 % — чорних або афроамериканців - 0,9 % — вихідців з тихоокеанських островів - 0,5 % — азіатів - 0,3 % — корінних американців - 25,9 % — осіб інших рас |

До двох чи більше рас належало 1,7 %. Частка іспаномовних становила 38,6 % від усіх жителів.
За віковим діапазоном населення розподілялося таким чином: 31,1 % — особи молодші 18 років, 59,1 % — особи у віці 18—64 років, 9,8 % — особи у віці 65 років та старші. Медіана віку мешканця становила 30,3 року. На 100 осіб жіночої статі у місті припадало 102,2 чоловіків;  на 100 жінок у віці від 18 років та старших — 100,6 чоловіків також старших 18 років.
Середній дохід на одне домашнє господарство  становив 38 426 доларів США (медіана — 23 527), а середній дохід на одну сім'ю — 45 204 долари (медіана — 31 058). Медіана доходів становила 22 679 доларів для чоловіків та 30 156 доларів для жінок. За межею бідності перебувало 31,4 % осіб, у тому числі 40,1 % дітей у віці до 18 років та 17,4 % осіб у віці 65 років та старших.
Цивільне працевлаштоване населення становило 778 осіб. Основні галузі зайнятості: виробництво — 33,2 %, роздрібна торгівля — 16,8 %, сільське господарство, лісництво, риболовля — 14,4 %.